# سم کووان
سم کووان (به انگلیسی: Sam Cowan) بازیکن فوتبال زادهٔ ۱۰ مه ۱۹۰۱ اهل انگلستان که سابقهٔ بازی در تیم ملی فوتبال انگلستان را در کارنامهٔ خود دارد. وی در تاریخ ۲۴ مه ۱۹۲۶ نخستین بازی ملی خود را در مقابل تیم ملی فوتبال بلژیک انجام داد و با حضور در ۳ بازی ملی، در تاریخ ۱۶ مه ۱۹۳۱ واپسین بازی ملی‌اش را در برابر تیم ملی فوتبال بلژیک برگزار کرد.